# Stanislaw (Dorf)
Stanislaw (ukrainisch Станіслав; russisch Станислав) ist ein Dorf im Westen der ukrainischen Oblast Cherson mit etwa 3960 Einwohnern (2022).
Das Dorf wurde 1714 erstmals erwähnt und liegt im Rajon Cherson an der Territorialstraße T–15–01 am rechten (nördlichen) Ufer des Dnepr-Bug-Limans, der Mündung Dnepr ins Schwarze Meer. Das ehemalige Rajonzentrum Biloserka liegt 25 km östlich von Stanislaw.

## Verwaltungsgliederung
Am 14. Juli 2017 wurde das Dorf zum Zentrum der neugegründeten Landgemeinde Stanislaw (ukrainisch Станіславська сільська громада/Stanislawska silska hromada), zu dieser zählten auch noch die 2 in der untenstehenden Tabelle aufgelistetenen Dörfer, bis dahin bildete es die gleichnamige Landratsgemeinde Stanislaw (Станіславська сільська рада/Stanislawska silska rada) im Westen des Rajons Biloserka.
Am 12. Juni 2020 kam noch das Dorf Oleksandriwka zum Gemeindegebiet.
Seit dem 17. Juli 2020 ist es ein Teil des Rajons Cherson.
Folgende Orte sind neben dem Hauptort Stanislaw Teil der Gemeinde:
| Name                     | Name          | Name                             |
| ukrainisch transkribiert | ukrainisch    | russisch                         |
| ------------------------ | ------------- | -------------------------------- |
| Oleksandriwka            | Олександрівка | Александровка (Alexandrowka)     |
| Sofijiwka                | Софіївка      | Софиевка (Sofijewka)             |
| Schyroka Balka           | Широка Балка  | Широкая Балка (Schirokaja Balka) |